# Chrysocraspeda fulviplaga
Chrysocraspeda fulviplaga là một loài bướm đêm trong họ Geometridae.